# Rada Stanów
Rada Stanów – izba wyższa parlamentu federalnego Sudanu. Składa się z 50 członków powoływanych na sześcioletnią kadencję. Są oni wybierani przez legislatury sudańskich stanów. Kandydaci muszą posiadać sudańskie obywatelstwo, mieć ukończone 21 lat, umieć czytać i pisać oraz być w pełni władz umysłowych. 